# All Tomorrow's Parties
„All Tomorrow's Parties“ je píseň americké rockové skupiny The Velvet Underground, která původně vyšla v červenci roku 1966 na singlu společně s „I'll Be Your Mirror“ na jeho B-straně. O několik měsíců později, v březnu 1967 skladba vyšla na debutovém albu nazvaném The Velvet Underground & Nico. Píseň složil Lou Reed a zpívá v ní německá zpěvačka Nico.
Její první verze byla nahrána na Ludlow Street v New Yorku v červenci 1965 v sestavě Reed, John Cale a Sterling Morrison spolu s dalšími pěti skladbami. Trio tehdy píseň nahrálo několikrát, často však nedošlo ke konci písně. Oproti finální verzi má countryové či folkové aranžmá. Tato verze vyšla až v roce 1995 na albu Peel Slowly and See. Její koncertní verze vyšly na různých albech, jako Live MCMXCIII (1993). Skladbu rovněž při svých vlastních koncertech hrál jak Reed, tak i Nico. Nico skladbu vydala na svém koncertním albu Behind the Iron Curtain (1985) a Reed na Animal Serenade (2004). Oba, jak Nico, tak i Reed, společně s Johnem Calem skladbu představili i v roce 1972 na společném koncertě, jehož záznam později vyšel pod názvem Le Bataclan '72.
Verze vydaná na debutovém albu později vyšla na řadě kompilací, jako Andy Warhol's Velvet Underground featuring Nico (1971), The Best of The Velvet Underground: Words and Music of Lou Reed (1989), Chronicles (1991), What Goes On (1993), The Very Best of the Velvet Underground (2003), Gold (2005) a The Velvet Underground Playlist Plus (2008).
Skladbu předělalo mnoho hudebníků, mezi které patří skupina Buffalo Tom, jejíž verze vyšla na tribute albu Heaven & Hell: A Tribute to The Velvet Underground (1990) a později i na Fifteen Minutes: A Tribute to The Velvet Underground (1994). V roce 2012 píseň vydal francouzský zpěvák Rodolphe Burger na svém albu This Is a Velvet Underground Song That I'd Like to Sing. Vedle nich ji nahráli například Nick Cave, Bryan Ferry, Siouxsie and the Banshees nebo Bauhaus.
Podle této písně byl pojmenován festival All Tomorrow's Parties.
Její text, který je podáván ve třetí osobě, je plný zoufalství. To je umocňováno velmi hlubokým hlasem Nico a výraznými basovými prvky. Výraznou částí instrumentální složky je Caleův preparovaný klavír, v němž se mezi strunami nachází řetěz kancelářských sponek. Část písně je rovněž opatřena kytarovým sólem, které po chvíli zničehonic končí. Autorem celkového aranžmá písně je Cale.
Šlo o Warholovu nejoblíbenější píseň kapely.